# 傑弗里·布羅特曼
杰弗里·哈特·布罗特曼（英语：Jeffrey Hart Brotman，1942年9月27日—2017年8月1日）是一位美国律师、商人，他是零售商好市多的共同創辦人与董事长。

## 早年生活与教育
杰弗里·布罗特曼生于塔科马的一个犹太人家庭，父亲名叫伯尼·布罗特曼，母亲叫珍妮·布罗特曼。他的父亲是西雅图针织厂的所有者，与他的叔叔在华盛顿州和俄勒冈州拥有18家零售店。在1965年，一家人搬到了西雅图。布罗特曼于1964年从华盛顿大学毕业，获政治学学士学位，后来在1967年获得法学博士学位。他是华盛顿大学Zeta Beta Tau兄弟会的成员。在毕业之后，他与他的兄弟迈克尔·布罗特曼成立了名为Bottoms的女式牛仔裤店，在20世纪80年代，他们创立了一家连锁男士服装店，一直经营到90年代。

## 事业生涯
在1982年，布罗特曼与詹姆斯·塞内加尔共同创建了好市多批发公司。在1993年10月，布罗特曼担任好市多副董事长，1994年12月，他成为董事会主席。

## 逝世
布罗特曼在2017年8月1日在麦地那去世，享年74岁。